# Pseudohypaspidius porioni
Pseudohypaspidius porioni är en skalbaggsart som beskrevs av Soula 2010. Pseudohypaspidius porioni ingår i släktet Pseudohypaspidius och familjen Rutelidae. Inga underarter finns listade i Catalogue of Life.